# Хамфрис, Бен
Бен Хамфрис (англ. Ben Humphries; 17 августа 1934 — 17 ноября 2019) — австралийский государственный деятель, бывший член Австралийской лейбористской партии, член Австралийской Палаты представителей, представлял штат Квинсленд с 1977 по 1996 год, министр по делам ветеранов (1987—1993).

## Детство
Хамфрис родился в городе Брисбен, и работал механиком, прежде чем войти в политику.\

## Политика
Хамфрис был избран в федеральный парламент на федеральных выборах 1977 года .
Хамфрис занимал шестилетний пост министра по делам ветеранов в министерствах Роберта Хока и Пола Китинга. В мае 1992 года это министерство и Хамфрис вместе с ним были выдвинуты в Кабинет министров, и Хамфрис также взял на себя обязанности министра, помогающего премьер-министру Северной Австралии от сенатора Боба Коллинза. Повышение Хамфриса в кабинет министров было связано с тем, что он был уроженцем Квинсленда, и был толчок, чтобы получить по крайней мере один другой Квинсленд в кабинет, поскольку Квинсленд в Кабинете Министров до перестановок в мае 1992 года был недопредставлен. Несмотря на это продвижение в Кабинет Министров, Хамфрис не был переизбран на место в министерстве группой ALP после победы ALP на выборах 1993 года десять месяцев спустя.
После 18 лет в парламенте Хамфрис намерен уйти из политики в 1994 году, но его выход на пенсию отсрочили, когда человек, которого он считал своим идеальным преемником был готов стоять на отборе на Гриффит – Кевин Радд в 1995 году, чтобы позже стать лидером ЩФ и премьер-министром Австралии потеряла в 1996 году выборов либеральный кандидат Грэм Макдугалл но позже получил место в 1998 году.
Хамфрис, возможно, ушел бы в отставку из парламента в 1995 году после предварительного избрания Кевина Радда в Гриффите, но решил против этого, поскольку это означало бы нежелательные дополнительные выборы вскоре после того, как ALP потерял место в Канберре на дополнительных выборах ранее в том же году.
Хамфрис был известен своими тесными контактами с соседями Австралии в южной части Тихого океана, и в августе 2001 года он был частью группы наблюдателей Содружества, направленной для наблюдения за выборами 2001 года на Фиджи. Он служил в совете директоров австралийского Зала славы Стокмана .
Хамфрис умер 17 ноября 2019 года в возрасте 85 лет.